# سازمان بین‌المللی همجنس‌گرایی، دوجنس‌گرایی، تراجنسی و دوجنسی
سازمان بین‌المللی همجنس‌گرایی، دوجنس‌گرایی، تراجنسی و دوجنسی (انگلیسی: International Lesbian, Gay, Bisexual, Trans and Intersex Association؛ مخفف ILGA) یا ایلگا یک سازمان بین‌المللی برای افزایش مشارکت بین ۱٬۳۰۰ سازمان و گروه مرتبط با دگرباشی جنسی در جهان است. این سازمان برای بهتر شدن حقوق دگرباشان در کشورهای گوناگون و حقوق بشر افراد بیناجنسی در صحنه حقوق بشر و حقوق مدنی و سیاسی فعالیت می‌کند و به‌طور منظم به سازمان ملل متحد و بیش از ۱۴۰ کشوری که این سازمان نمایندگی می‌کند تقاضای دادخواهی می‌نویسد. ایلگا توسط سازمان ملل به عنوان سازمان مردم‌نهاد مشاور شورای اقتصادی و اجتماعی سازمان ملل متحد به رسمیت شناخته شده‌است.